# Cambale twist/Whisky, birra e Johnny Cola
Cambale twist/Whisky, birra e Johnny Cola è il primo singolo del gruppo musicale italiano I Barrittas, pubblicato nel 1964 e in seguito inserito nel loro primo album I Barrittas.

## Descrizione
(Il ritornello di “Gambale twist”)
Il brano della facciata A è Cambale twist (in sardo Il twist dello stivale), è un twist con le parole in sardo logudorese, mentre la facciata B è un brano con le parole in sardo campidanese e in italiano. I due brani furono poi inseriti nell'album I Barrittas pubblicato l'anno successivo.
Il singolo è stato pubblicato dalla casa discografica Ariel in formato 7" a 45 giri con numero di catalogo NF 505 con il titolo Cambale Twist/Whisky, birra e Jonny Cola. Ne esiste una seconda edizione, pubblicata nel 1970 dalla Fonotil con numero di catalogo fnt 7013, che presenta i due lati del disco invertiti: Whisky, birra e Jonnikola/Gambale twist. In questa edizione del singolo Cambale twist, titolo con cui appare anche nell'album I Barrittas, diventa Gambale twist, titolo con cui è registrata alla SIAE ed è maggiormente conosciuta la canzone.
Il titolo Cambale twist, brano composto da Benito Urgu, significa in sardo Il twist dello stivale. Il testo della canzone, in sardo logudorese, è un esplicito invito ai pastori di lasciare il gregge (lassa s’erveche) cambiarsi i vestiti (curre curre a ti cambiare), quindi togliersi i "gambali"  e correre a ballare il twist (bogadi su gambale/pro ballare su twist). Come dichiarato dall'autore "Gambale twist rappresentava la rivolta del pastore verso la sua condizione e l'apertura alla modernità." Nella canzone l'invito è esplicitamente rivolto alla pastora Filumena.
Il brano Whisky, birra e Johnny Cola, ispirandosi a personaggi reali oristanesi del tempo, descrive la vita oziosa di tre perdigiorno spiantati che passano l'intera giornata al "Bar di Ibba" consumando un'unica gazzosa in tre.

## Tracce
7" 1964
1. Cambale twist (Benito Urgu)
2. Whisky, birra e Johnny Cola (Benito Urgu)

7" 1970
1. Whisky, birra e Jonnikola (Benito Urgu)
2. Gambale twist (Benito Urgu)

## Edizioni
- 1964 - Cambale twist/Whisky, birra e Johnny Cola (Ariel, NF 505, 7")
- 1970 - Whisky, birra e Jonnikola/Gambale twist (Fonotil, fnt 7013, 7")